# Grosszulár

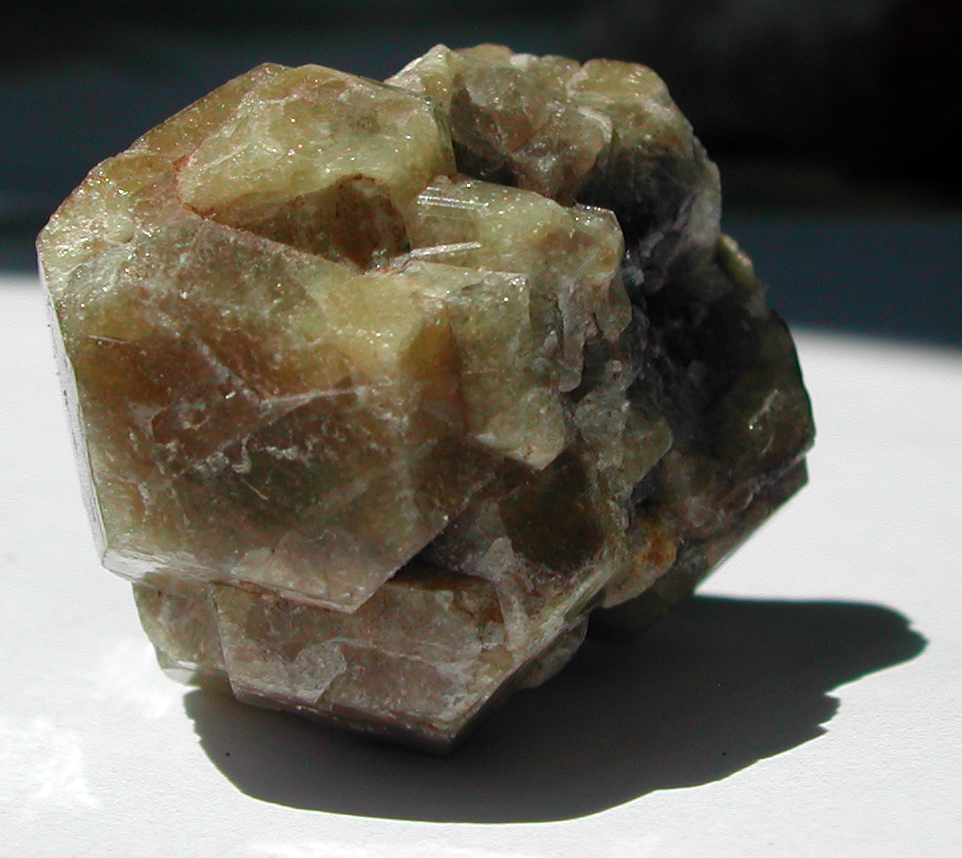
Grosszulár kristály

A grosszulár  (kalcium alumínium nezoszilikát) a gránátcsoport ásvány együttesébe a mészgránátok közé tartozik. Néhány esetben krómot és vasat is tartalmaz, mely elemek a kristály színét befolyásolják. Szabályos rendszerben kristályosodik rombokaéder és tetraéderes formában, tömeges tömött szemcsékben is előfordul. Drágakőként alkalmazott változatai: jacinat la bella sárga színű, míg a ceyloni hiacint jácintpiros, a zöld színűt gránátjadeit-nek nevezik. Zárványokat ritkán tartalmaz.

## Nevének eredete és felfedezése
Neve a latin grossularia szóból kapta (melynek jelentése= egres), mellyel a színére utaltak. Első példányait 1966-ban találták ékszerkő minőségben. 1969-ben találtak sárga és barna színben 1971-ben aranysárga színűre bukkantak.

## Kémiai és fizikai tulajdonságai
- Képlete: Ca3Al2(SiO4)3
- Szimmetriája: szabályos kristályrendszerben, több tengely- és lapszimmetriája létezik
- Sűrűsége: 3,5–3,7 g/cm³
- Keménysége: 7,5  nagyon kemény ásvány (a Mohs-féle keménységi skála szerint)
- Hasadása: nem hasítható
- Törése:  könnyen, kagylósan törik
- Fénye: gyémánt vagy üvegfényű
- Színe: sárga, aranysárga, jácintpiros, zöld, barna, ritkán színtelen is előfordul
- Átlátszósága: átlátszó vagy áttetsző, van opak változata is
- Fluoreszcenciája: a zöld glosszulár UV-sugarak hatására erős narancsvörös fénnyel fluoreszkál
- Kémiai összetétele:
  - Kalcium (Ca) =26,7%
  - Alumínium (Al) =12,0%
  - Szilícium (Si) =18,7%
  - Oxigén (O) =42,6%
- Változatai:

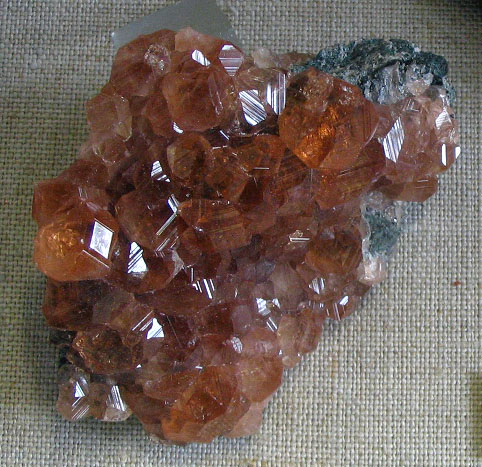
Hessonit kristálycsoport

- -  Hessonit  nevét a görög hesszon (=csekélyebb) szó alapján kapta, mert kémiai összetétele azonos a grosszuláréval, de tulajdonságai a gránátcsoport többi tagjánál kedvezőtlenebbek. Színe sárgásbarna, barnásvörös jellegzetes szemcsés zárványai vannak. Szennyezettségét a két vegyértékű vasatomok okozzák.
  -  Hidrogrosszulár  (névváltozatai: hibschit, plazolit) változatnál az SiO4 csoportot hidroxilgyök: (OH)4 helyettesíti.
  -  Tsavorit . Transvalban fedezték fel 1925-ben és a külseje alapján tévesen Transval-jádénak nevezték el, de ismerik gránát-jádénak és grosszulár-jáde néven is. Átlátszatlanságát a krómszennyezés, fekete foltjait a hematit (Fe2O3) jelenléte okozza. Előfordul mangánnal szennyezve rózsaszínű és sárga kristályokban is.

## Keletkezése
A kontakt pneumaltos mészkövek jellemző ásványa. Márványban gyakran keletkezik. Másodlagos előfordulásai folyók hordalékaiban is megtalálhatóak. Gránithoz kapcsolódóan is megtalálható.
Hasonló ásványok: a smaragd és a demantoid.

## Előfordulásai
Srí Lankán folyók hordalék homokjából mosással nyerik ki, ahová az anyakőzetek felaprózódása nyomán kerül. Ismertebb előfordulásai vannak Brazília területén, Pakisztánban, Burma, Tanzánia, Kenya és Dél-Afrika területén. Olaszországban Piemont környékén, Svájc, Románia és Norvégia területén. Oroszországban a szibériai területen. Az Amerikai Egyesült Államokban, és Kanada Quebec tartományában, ahol teljesen tiszta példányokat találtak.